# Oda a la indolencia

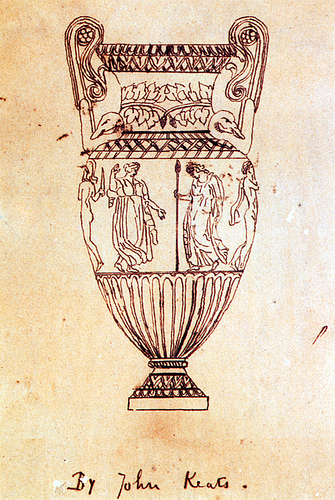
Calco de un grabado del jarrón Sosibios de John Keats. Las figuras de «Oda a la indolencia" se describen como similares a las de una urna.

La «Oda a la indolencia» es una de las cinco odas compuestas por el poeta inglés John Keats en la primavera de 1819. Las otras fueron «Oda a una urna griega», «Oda a la melancolía», «Oda a un ruiseñor» y «Oda a la psique». El poema describe el estado de indolencia, palabra que es sinónimo de "evitación" o "pereza". La obra fue escrita durante una época en la que Keats presumiblemente estaba más ocupado de lo habitual con sus perspectivas materiales. Después de terminar los poemas de primavera, Keats escribió en junio de 1819 que su composición le traía más placer que cualquier otra cosa que hubiera escrito ese año. A diferencia de las otras odas que escribió ese año, «Oda a la indolencia» no se publicó hasta 1848, 27 años después de su muerte.
El poema es un ejemplo de la ruptura de Keats con la estructura de la forma clásica. Sigue la contemplación del poeta de una mañana pasada en la ociosidad. Se presentan tres figuras, Ambición, Amor y Poesía, ataviadas con "plácidas sandalias" y "túnicas blancas". El narrador examina cada uno mediante una serie de preguntas y declaraciones sobre la vida y el arte. El poema concluye con el narrador renunciando a tener las tres figuras como parte de su vida. Algunos críticos consideran que la «Oda a la indolencia» es inferior a las otras cuatro odas de 1819. Otros sugieren que el poema ejemplifica una continuidad de temas e imágenes características de sus obras más leídas, y proporciona una valiosa visión biográfica de su carrera poética.

## Antecedentes
En la primavera de 1819, Keats había dejado su puesto mal pagado como cirujano en el Guy's Hospital, Southwark, Londres, para dedicarse a la poesía. El 12 En mayo de 1819, abandonó este plan después de recibir una solicitud de asistencia financiera de su hermano, George. Incapaz de ayudar, Keats se sintió desgarrado por la culpa y la desesperación y buscó proyectos más lucrativos que la poesía. Fue en estas circunstancias que escribió «Oda a la indolencia».

Retrato de John Keats por William Hilton

En una carta a su hermano de 19 de marzo de 1819, Keats discutió la indolencia como tema. Puede que haya escrito la oda ya en marzo, pero los temas y las formas de las estrofas sugieren mayo o junio de 1819; cuando se sabe que estaba trabajando en «Oda a una urna griega», «Oda a la melancolía», «Oda a un ruiseñor» y «Oda a la psique». Durante este período, el amigo de Keats, Charles Armitage Brown, transcribió copias de las odas de primavera y las envió al editor Richard Woodhouse. Keats le escribió a su amiga Sarah Jeffrey: "[L] a cosa que más he disfrutado este año ha sido escribir una oda a la indolencia". Sin embargo, a pesar de este disfrute, no quedó del todo satisfecho con «Oda a la indolencia», que permaneció inédita hasta 1848.
Las notas y los documentos de Keats no revelan la fecha exacta de las odas de 1819. Los estudiosos de la literatura han propuesto varios órdenes de composición diferentes, argumentando que los poemas forman una secuencia dentro de sus estructuras. En La urna consagrada, Bernard Blackstone observa que la "indolencia" se ha considerado de diversas maneras como la primera, segunda y última de las cinco odas de 1819. El biógrafo Robert Gittings sugiere que la «Oda a la indolencia» se escribió en 4 de mayo de 1819, basado en el informe de Keats sobre el tiempo durante la creación de la oda; Douglas Bush insiste en que fue escrito después de «Nightingale", «Grecian Urn» y «Melancholy». Basado en su examen de las formas de las estrofas, el biógrafo de Keats, Andrew Motion, cree que «Oda a la indolencia» se escribió después de «Oda a la psique» y «Oda a un ruiseñor», aunque admite que no hay forma de ser precisos sobre las fechas. Sin embargo, sostiene que «Oda a la indolencia» probablemente fue la última compuesta.

## Estructura
«Oda a la indolencia» se basa en estrofas de diez líneas con un esquema de rima que comienza con una cuarteta de Shakespeare (ABAB) y termina con un sesteto miltonic (CDECDE). Este patrón se utiliza en «Oda a la melancolía», «Oda a un ruiseñor» y «Oda a una urna griega», que unifica aún más los poemas en su estructura, además de sus temas.

El poema contiene un uso complicado de la asonancia (la repetición de los sonidos de las vocales), como es evidente en el verso 19, "Oh, ¿por qué no te derretiste y dejaste mi sentido", donde los pares ye / dejas y derretir / sentir comparten los sonidos de las vocales. Un uso más desorganizado de la asonancia aparece en la línea 31, "Pasaron por tercera vez y, pasando, voltearon", en la que las parejas tercera / voltearon, tiempo / por y pasaron / pasando. compartir sonidos de vocales La tercera línea ejemplifica la escansión de pentámetro yámbico consistente del poema:
```
×  /  × /   × / ×  /   × /
And one behind the other stepp'd serene

```

En ocasiones, Keats invierte el acento de las dos primeras sílabas de cada línea o un conjunto de sílabas en el medio de una línea. El 2,3% de las sílabas internas están invertidas en la «Oda a la indolencia», mientras que sólo el 0,4% de las sílabas internas de sus otros poemas contienen tales inversiones.

## Poema
El poema se basa en un estilo de narración en primera persona similar a «Oda a la psique». Comienza con una escena clásica de una urna de manera similar a "Oda en una urna griega", pero la escena en "Indolencia" es alegórica. La apertura describe tres figuras que operan como tres destinos:
Las figuras siguen siendo misteriosas mientras giran alrededor del narrador. Finalmente se vuelven hacia él y se revela que son Ambición, Amor y Poesía, los temas del poema:
El poeta desea estar con las tres figuras, pero no puede unirse a ellas. El poema pasa al narrador proporcionando razones por las que no necesitaría las tres figuras y lo hace con ambición y amor, pero no puede encontrar una razón para descartar la poesía:
Al concluir el poema, el narrador argumenta que las figuras deben ser tratadas como figuras y que no se dejaría engañar por ellas:

## Temas
El poema se centra en la humanidad y la naturaleza humana. Cuando el poeta ve las figuras, quiere saber sus nombres y lamenta su ignorancia. Finalmente, se da cuenta de que son representativos del amor, la ambición y la poesía. Mientras anhela, teme que estén fuera de su alcance y por eso trata de rechazarlos. Sostiene que el amor es lo que menos necesita y lo descarta cuestionando qué significa realmente "amor" ("¿Qué es el amor? Y ¿dónde está?". ). Rechaza la ambición, pero requiere más trabajo ("Y para esa pobre ambición, surge / del pequeño ataque de fiebre de un hombrecito"). A diferencia de los personajes de Amor y Ambición, el narrador no encuentra una razón para desterrar Poesía (Poesía), que refleja el conflicto interno de los poetas: ¿debería abandonar la poesía para centrarse en una carrera en la que pueda ganarse la vida dignamente? Keats intentó escribir una gran poesía, pero temía que su búsqueda de la prominencia literaria se basara en una visión delirante de su propio mérito como poeta. Además, fue incapaz de completar su epopeya, "Hyperion". Como explica Walter Jackson Bate, a Keats "Ni un 'gran poema' terminado ni siquiera la apariencia de un modesto rendimiento financiero parecían estar más cerca".
Keats se dio cuenta de que nunca podría tener Amor, que no podía cumplir su Ambición y que no podía pasar su tiempo con Poesy. La conclusión de «Oda a la indolencia» es un rechazo tanto de las imágenes como de su poesía como figuras que solo lo engañarían. Incluso la indolencia misma parece inalcanzable; Andrew Motion escribe que las cifras obligan a Keats a considerar la indolencia como "el privilegio de la clase ociosa a la que no pertenecía". Si el poema se lee como el último poema de la serie de odas de 1819, «Oda a la indolencia» sugiere que Keats está resignado a abandonar su carrera como poeta porque la poesía no puede darle la inmortalidad que deseaba de ella. Irónicamente, el poema proporcionó a Keats tal inmortalidad. Además del componente biográfico, el poema también describe la creencia de Keats de que sus obras deben capturar la belleza del arte y reconocer la dureza de la vida. De esta manera, los poemas como grupo capturan la filosofía de Keats de la capacidad negativa, el concepto de vivir con puntos de vista contradictorios no reconciliados, al tratar de reconciliar el deseo de Keats de escribir poesía y su incapacidad para hacerlo, abandonando la poesía por completo y aceptando la vida tal como es.
Dentro de los muchos poemas que exploran esta idea, entre ellos el de Keats y las obras de sus contemporáneos, Keats comienza cuestionando el sufrimiento, lo descompone en sus elementos más básicos de causa y efecto y saca conclusiones sobre el mundo. Su propio proceso está lleno de dudas, pero sus poemas terminan con un mensaje esperanzador de que el narrador (él mismo) finalmente está libre de deseos de amor, ambición y poesía. La esperanza contenida en «Oda a la indolencia» se encuentra dentro de la visión que expresa en la última estrofa: "Aún tengo visiones para la noche / Y para el día, visiones débiles hay reserva". En consecuencia, en su análisis de las odas de Keats, Helen Vendler sugiere que «Oda a la indolencia» es un poema fundamental construido con temas e imágenes que parecían más influyentes en sus otros poemas, a veces posteriores. La oda es un trabajo temprano y completamente original que establece la base de la noción de Keats de hacer alma, un método por el cual el individuo construye su alma a través de una forma de educación que consiste en sufrimiento y experiencia personal. Esta es una preocupación fundamental de los románticos, quienes creían que la manera de reconciliar al hombre y la naturaleza era a través de este desarrollo del alma, la educación, la combinación de experiencia y contemplación, y que solo este proceso, no la racionalidad del siglo anterior, produciría verdadera iluminación.

Las influencias clásicas que Keats invocaba afectaron a otros poetas románticos, pero sus odas contienen un mayor grado de alusión que la mayoría de las obras de sus contemporáneos. En cuanto al tema principal, la indolencia y la poesía, el poema refleja el estado emocional de ser que Keats describe en una carta de principios de 1819 a su hermano George:
[I] ndolent y sumamente descuidado ... desde que dormí hasta casi las once ... por favor no muestra ninguna tentación y dolor, no frunce el ceño insoportablemente. Ni Poesía, ni Ambición, ni Amor tienen semblante alerta cuando pasan a mi lado: parecen más bien tres figuras en un jarrón griego, un Hombre y dos mujeres, que nadie más que yo podría distinguir en su disfraz.
Willard Spiegelman, en su estudio de la poesía romántica, sugiere que la indolencia del poema surge de la renuencia del narrador a dedicarse al trabajo asociado con la creación poética. Algunos críticos ofrecen otras explicaciones, y William Ober afirma que la descripción de la indolencia de Keats puede haber surgido del uso del opio.

## Respuesta de la crítica
Los críticos literarios consideran que la «Oda a la indolencia» es inferior a las otras odas de Keats de 1819. Walter Evert escribió que "es poco probable que la 'Oda a la indolencia' haya sido alguna vez el poema favorito de nadie, y es seguro que no fue el de Keats. No sabemos por qué lo excluyó del volumen de 1820, pero es repetitivo, declamatorio y estructuralmente débil, y estas serían razones suficientes" Bate indicó que el valor del poema es "principalmente biográfico y no poético".
A veces se recurre a la «Oda a la indolencia» como punto de comparación cuando se habla de otros poemas de Keats. Charles Wentworth Dilke observó que si bien el poema se puede leer como un texto complementario para ayudar al estudio de "Grecian Urn", sigue siendo una obra muy inferior. En 2000, Thomas McFarland escribió en consideración de la comparación de Dilke: "Mucho más importante que la similitud, que podría parecer surgir de las urnas en el ámbito de Keats tanto en la «Oda a la indolencia» como en la «Oda sobre una urna griega» ...es la enorme diferencia en los dos poemas. Oda a la indolencia... es una empresa flácida que apenas merece mención junto con ese otro logro".
Sidney Colvin, en su biografía de 1917 sobre Keats, agrupó "Indolencia" con las otras odas de 1819 al clasificar la "clase de logros" de Keats. En 1948, Lord Gorell describió la quinta estrofa como "carente de la magia de lo que el mundo cree que son las grandes Odas", pero describe el lenguaje como "delicado, incluso encantador". Más tarde, en una biografía de Keats de 1968, Gittings describe la importancia del poema: "Toda la oda, de hecho, tiene un aire prestado, y reconoció su falta de éxito al no publicarla con las demás... Sin embargo, con su aceptación del estado de ánimo entumecido, aburrido e indolente como algo creativo, preparó el escenario para todas las odas que siguieron".
En 1973, Stuart Sperry lo describió como "una inmersión rica y nutritiva en el torrente de la sensación pura y su flujo de sombras conmovedoras y 'sueños tenues'. En muchos sentidos, la oda marca tanto un principio como un final. Es el más débil y potencialmente el más ambicioso de la secuencia. Sin embargo, su fracaso, si optamos por considerarlo así, es más el resultado de una falta de inclinación deliberada que una incapacidad de medios" Andrew Motion, en 1997, argumentó: "Como «Melancolía», el poema es demasiado articulado para su propio bien poético... En dos de sus odas de mayo, «Melancolía» y «Oda a la indolencia», Keats definió temas comunes a todo el grupo con una franqueza tan feroz que restringió su poder imaginativo. Su identidad había prevalecido"